# География Боливии
Боли́вия — государство в центральной части Южной Америки.

## Географическое положение
Боливия расположена в центральной части Южной Америки. Занимает площадь 1 098 600 км². По этому показателю страна занимает 27 место в списке стран по площади после Эфиопии. Боливия не имеет выхода к морю с 1879 года, когда она потеряла прибрежную область Антофагаста в Тихоокеанской войне с Чили. Однако выход в Атлантический океан у Боливии есть — по реке Парагвай, а 20 октября 2010 года Боливия и Перу заключили договор аренды, по которому на 99 лет Боливии передаётся небольшой участок берега для строительства порта. Таким образом, спустя 127 лет Боливия вновь получила доступ к Тихому океану.
Самая высокая точка — потухший вулкан Сахама (6542 м), расположенный в департаменте Оруро.

Географическое положение Боливии

## Границы
На севере и северо-востоке Боливия граничит с Бразилией, на юго-востоке — с Парагваем, на юге с Аргентиной, на юго-западе и западе с Перу и Чили. Общая протяжённость границы 6743 км (в том числе с Аргентиной — 832 км, с Бразилией — 3400 км, с Чили — 861 км, с Парагваем — 750 км, с Перу — 900 км).

## Административное деление
В административном отношении Боливия разделена на 9 департаментов. Каждый департамент, в свою очередь, делится на провинции. Провинций всего 112, они делятся на кантоны.

## Полезные ископаемые
Боливия обладает большими запасами олова и сурьмы. В рудах многих месторождений содержатся цинк, серебро, висмут, вольфрам и индий. Здесь сосредоточено более 50 % запасов вольфрама Южной Америки. Значительны ресурсы золота. Месторождения находятся на севере и северо-востоке страны. В 2009 году в Боливии открылся первый в мире завод по получению карбоната лития. На востоке страны расположено крупнейшее в мире месторождение железных и марганцевых руд — Эль-Мутун.

## Климат
Боливия находится в двух климатических поясах: субэкваториальном и тропическом.

В Андах, на плато Альтиплано климат сухой и суровый. Годовая норма осадков составляет 710 мм на Альтиплано и доходит до 580 мм в Ла-Пасе. Днём средние температуры 10-16 ° С, ночью — −1 до +4° С. В любое время года могут случаться заморозки. Сильные ветры могут приводить к понижению температур до −20° С. Климат равнин на северо-востоке страны более мягкий.

Климатическая карта Боливии (англ.)
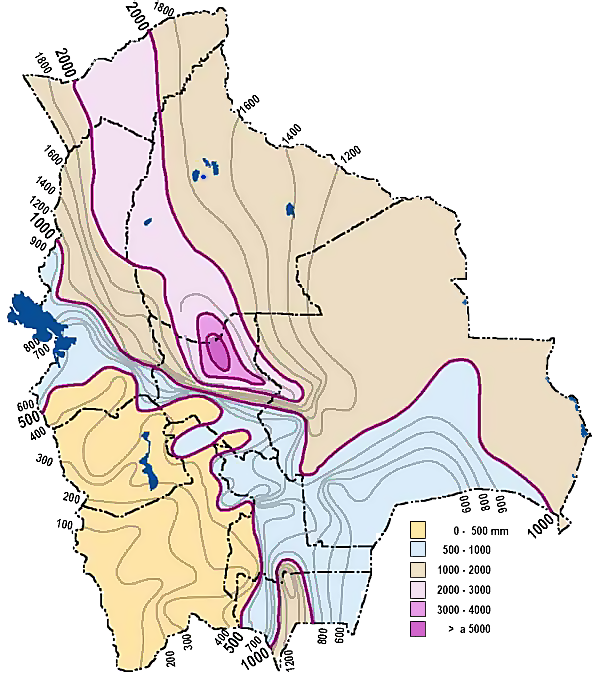
Атмосферные осадки

## Рельеф
На западе страны, вдоль чилийской границы протянулись Западные Кордильеры. Здесь находится много действующих вулканов, а также высшая точка страны — потухший стратовулкан Сахама (высота 6542 метра). На востоке находятся Восточные Кордильеры, крутые на севере и пологие в южной части.

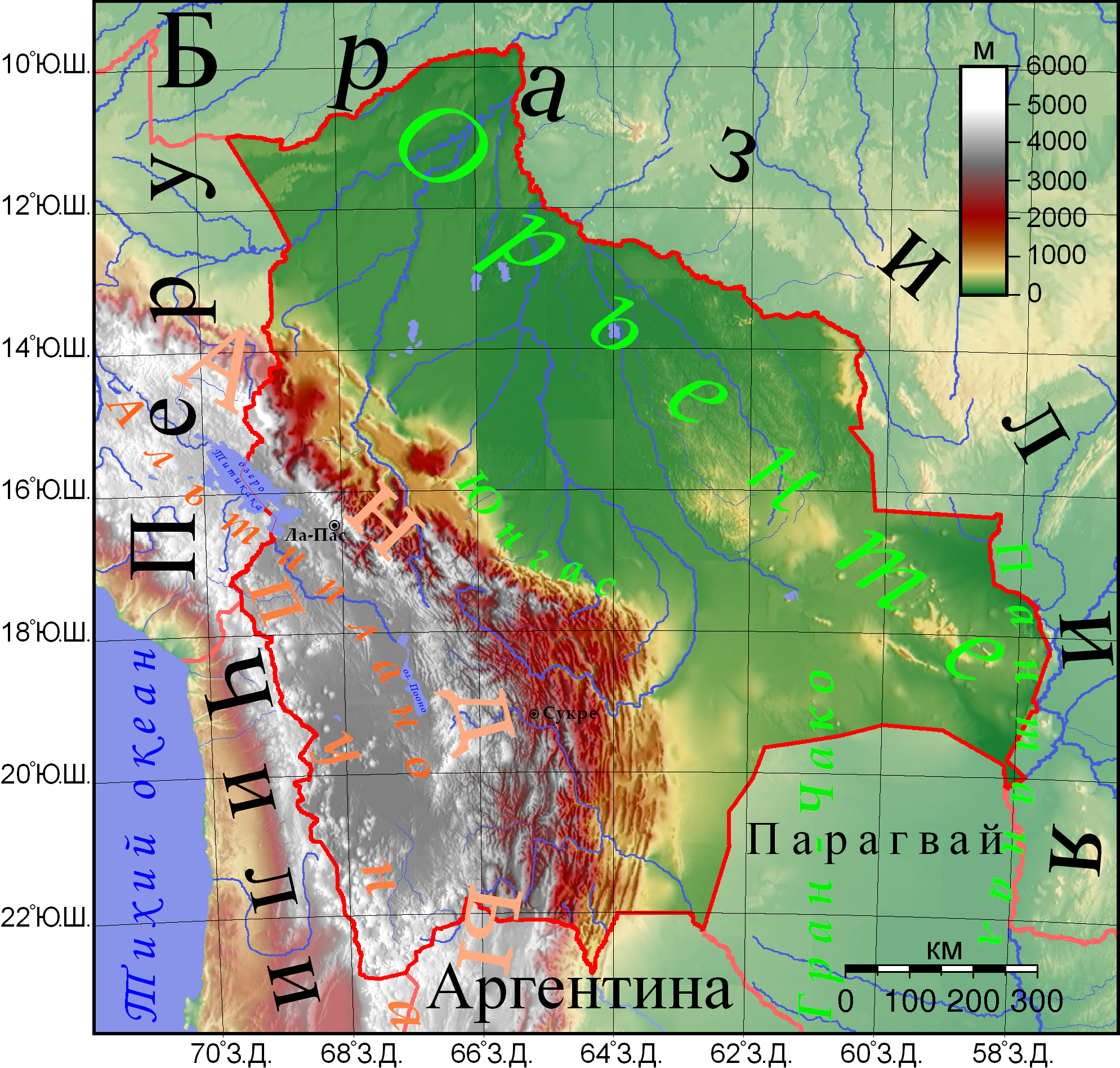
Рельеф Боливии
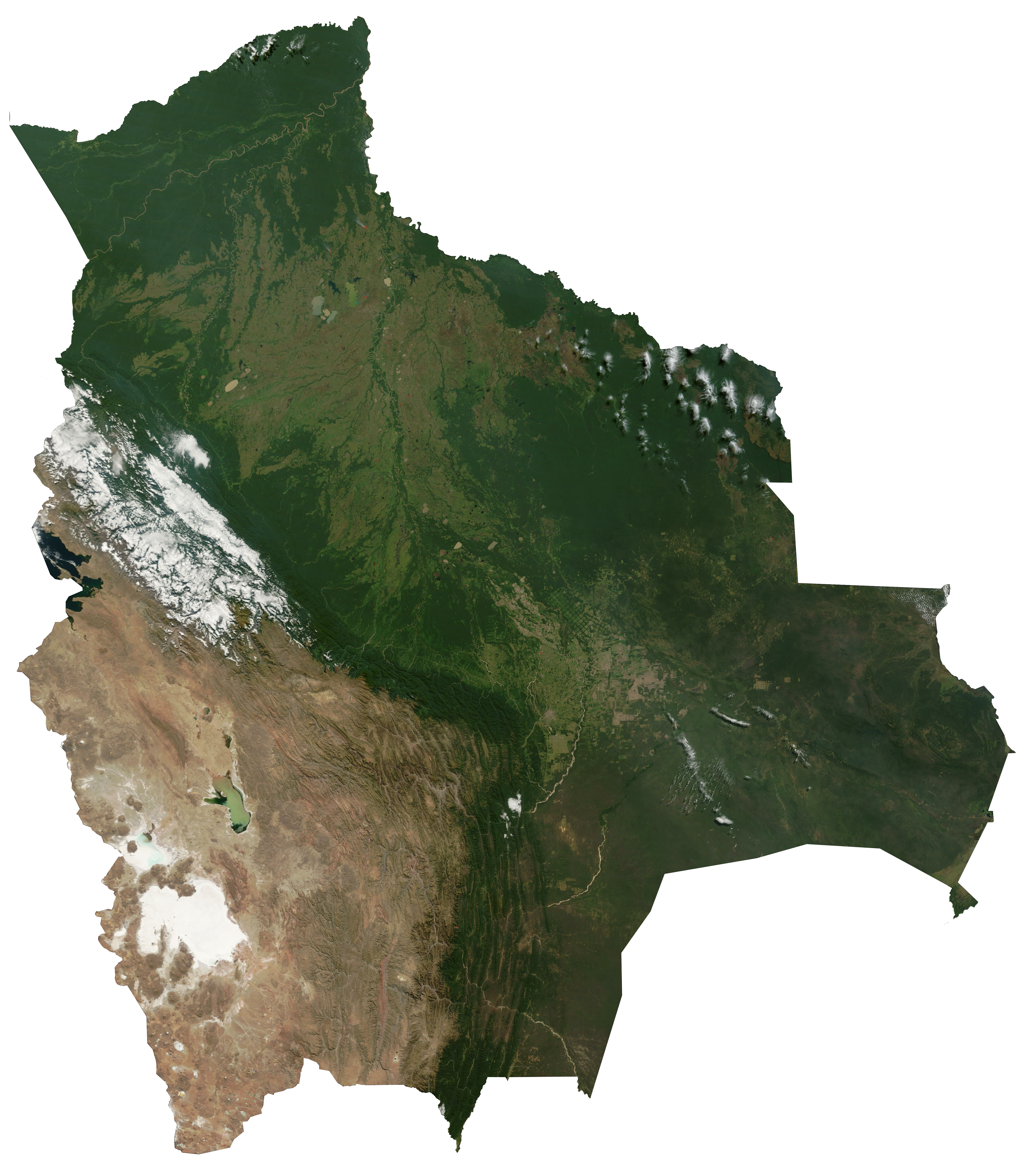
Спутниковый снимок
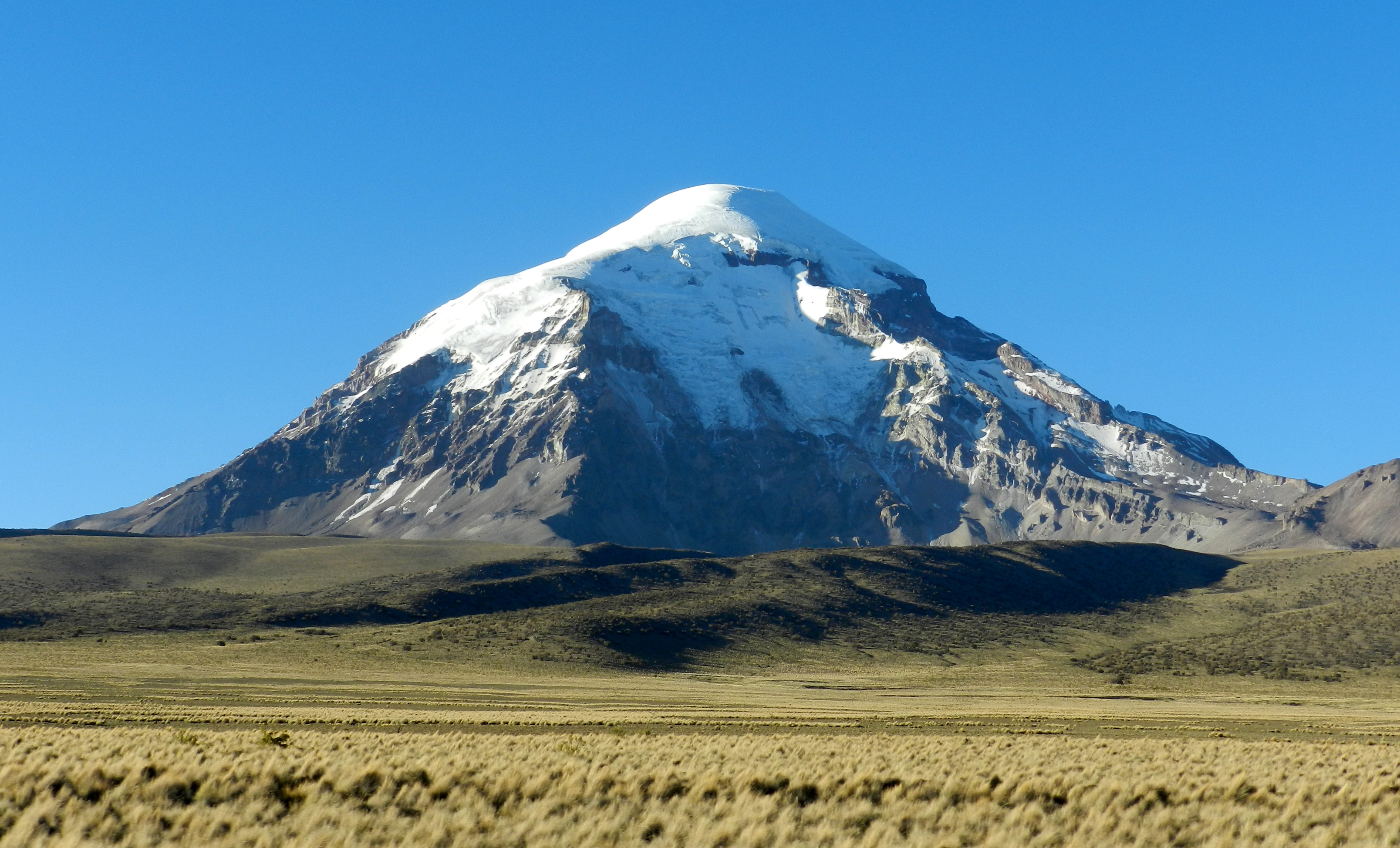
Гора Сахама — высшая точка Боливии
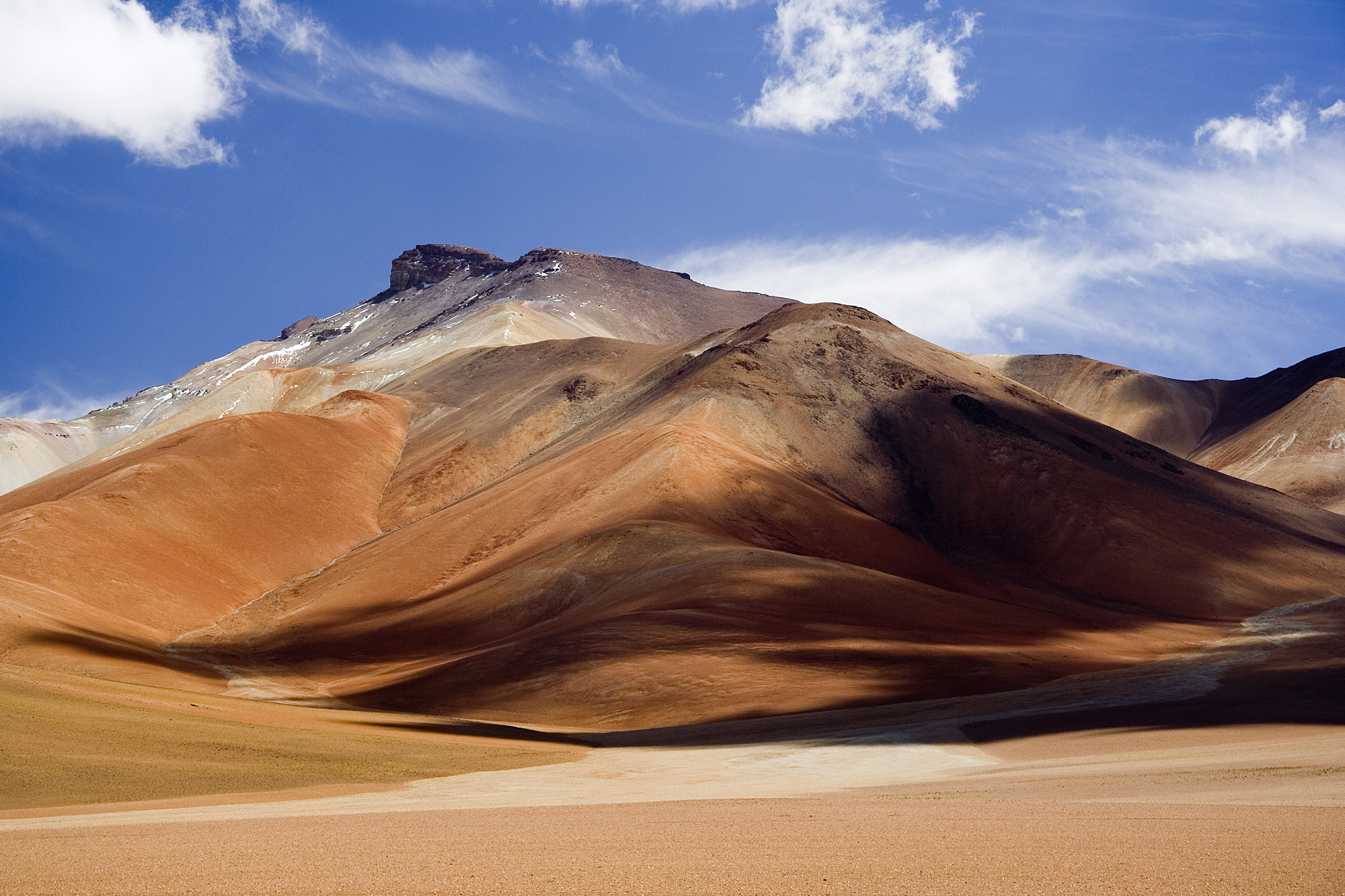
Рельеф Альтиплано

## Растительность
Растительность западной части страны представлена высокогорным типом Пуна (на языке кечуа — пустынный). В восточной части страны преобладает халка — высокогорная тропическая злаковая степь. Склоны Анд покрывают постоянно-влажные, а на юге переменно-влажные тропические леса. Здесь произрастают различные виды пальм, хинные деревья, древовидные папоротники, бамбук. Леса занимают 42.7 % от всей территории страны.В настоящее время идут острые споры о строительстве магистрали в лесах Амазонки в департаментах Кочабамба (Cochabamba) и Бени (Beni). Ряд племён активно протестуют против строительства. Против проекта выступают также экологи, они утверждают, что проект может привести к исчезновению значительной части местной флоры и фауны и, в частности, угрожает существованию уникального Национального парка Исиборо.

Растительность Боливии
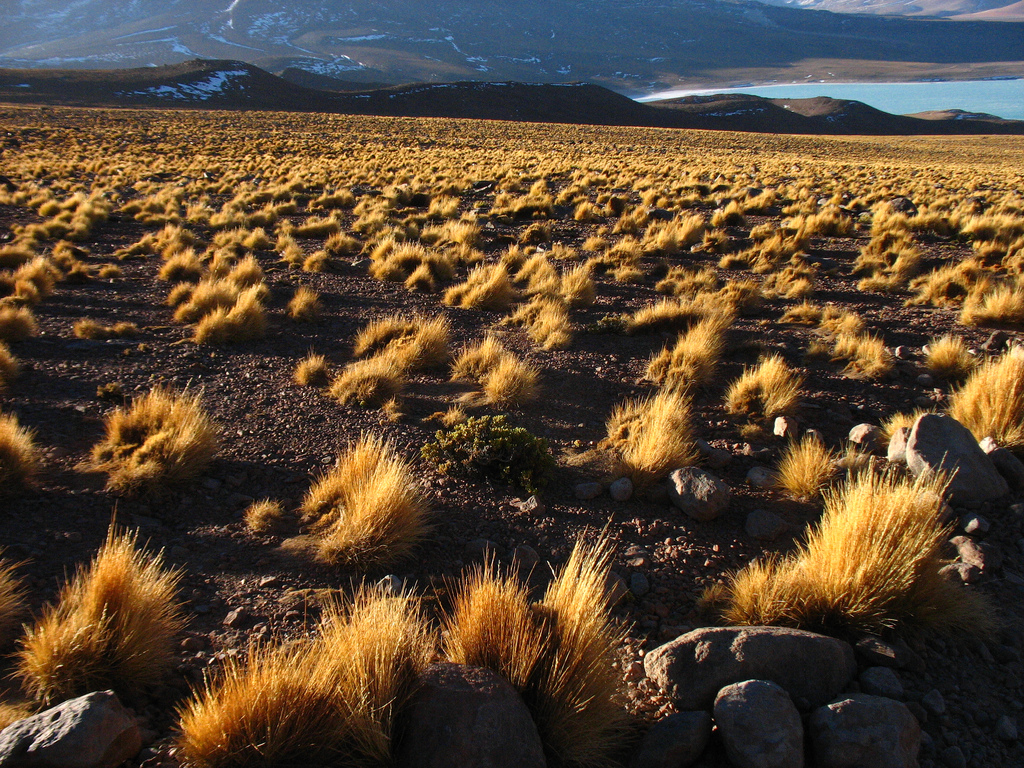
Растительность Пуны
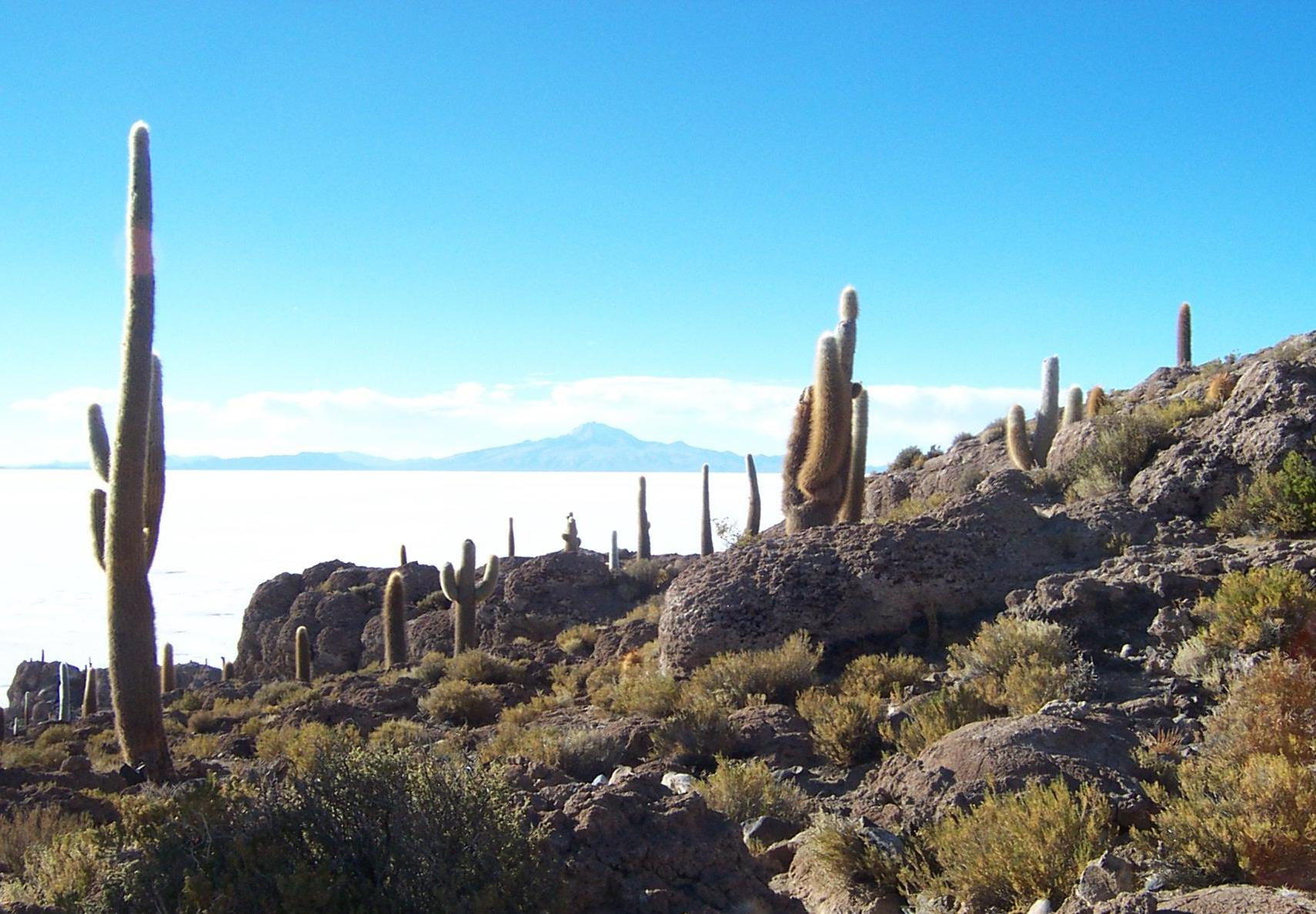
Кактусы на плато Альтиплано
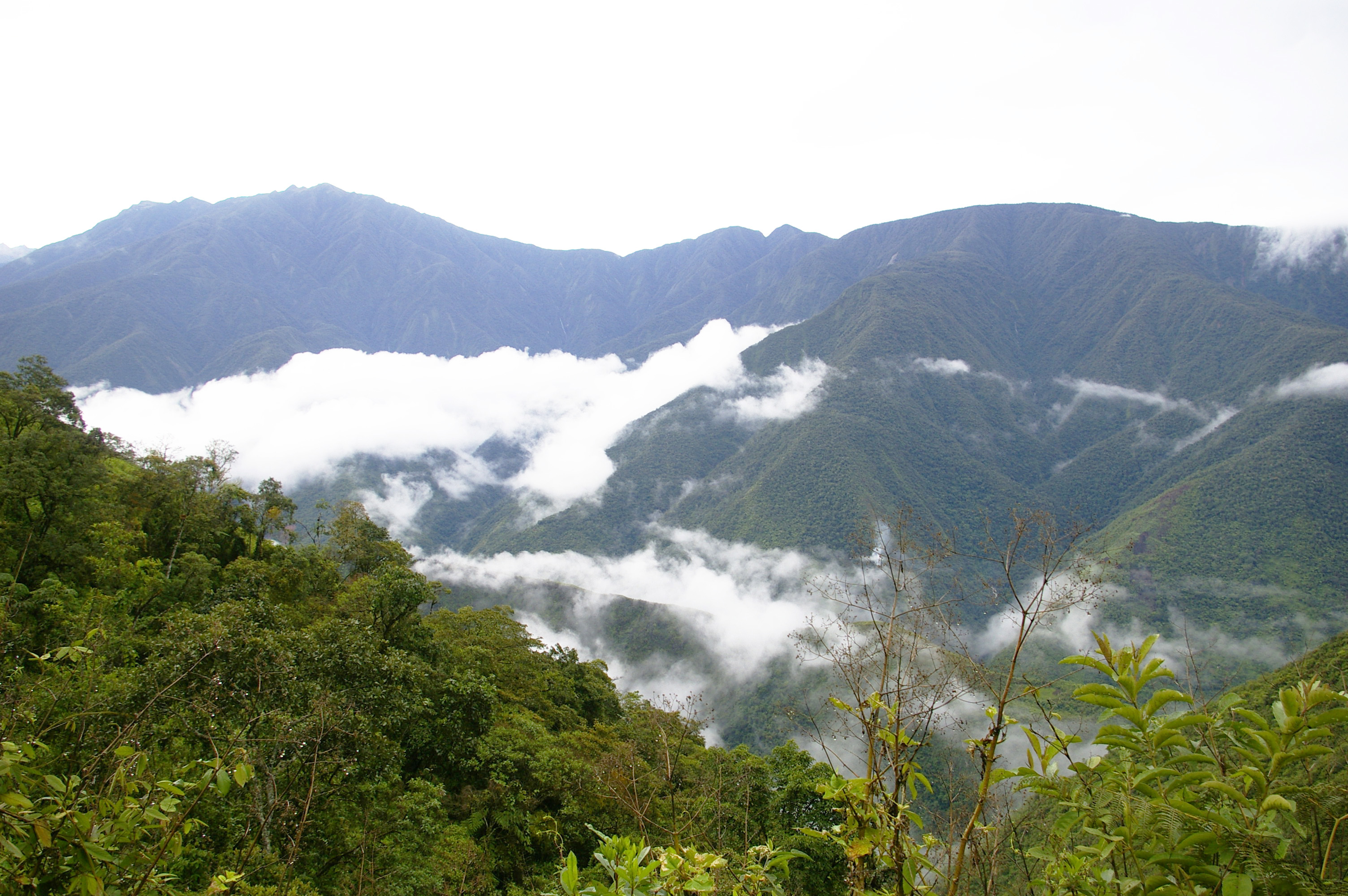
Влажный тропический лес
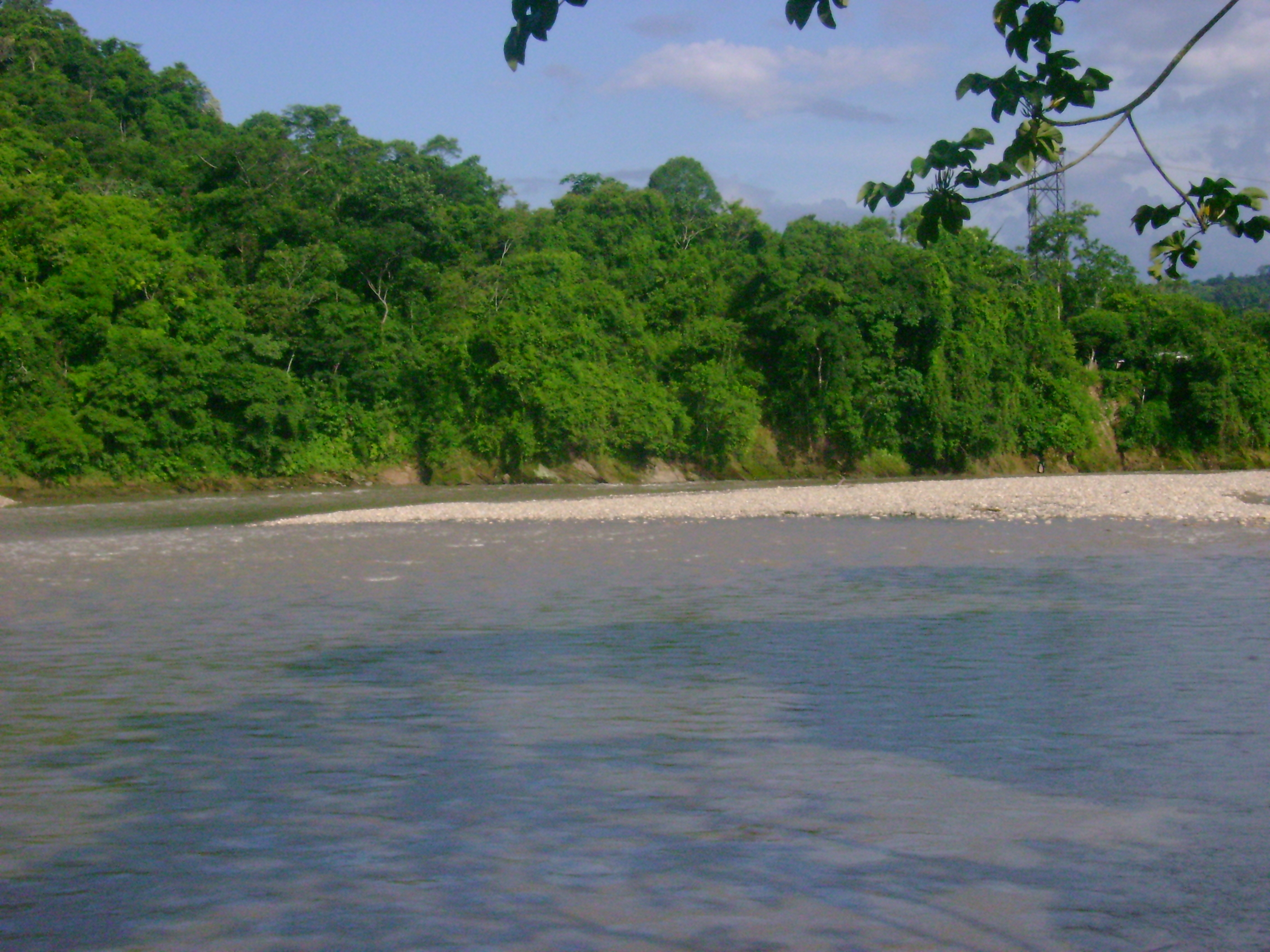
Растительность у реки в центральной части страны

## Животный мир
Животный мир Боливии очень разнообразен. На сегодняшний день известно свыше 400 видов млекопитающих и 1452 вида птиц. В саваннах и редколесьях встречаются пекари и капибары. Для влажных тропических лесов типичны ленивцы, широконосые обезьяны, муравьеды, броненосцы; из хищников — пума, оцелот, ягуар. На юге страны встречаются гуанако, на западе — викуньи. Широко представлена фауна птиц — ябиру, обыкновенный нанду, тинаму, паламедеи, муравьеловки (около 10 видов), чилийские фламинго, бакланы, королевский гриф, андский кондор. Много змей: коралловые аспиды, радужный удав, собакоголовый удав. В озере Титикака много рыбы.

Представители животного мира Боливии
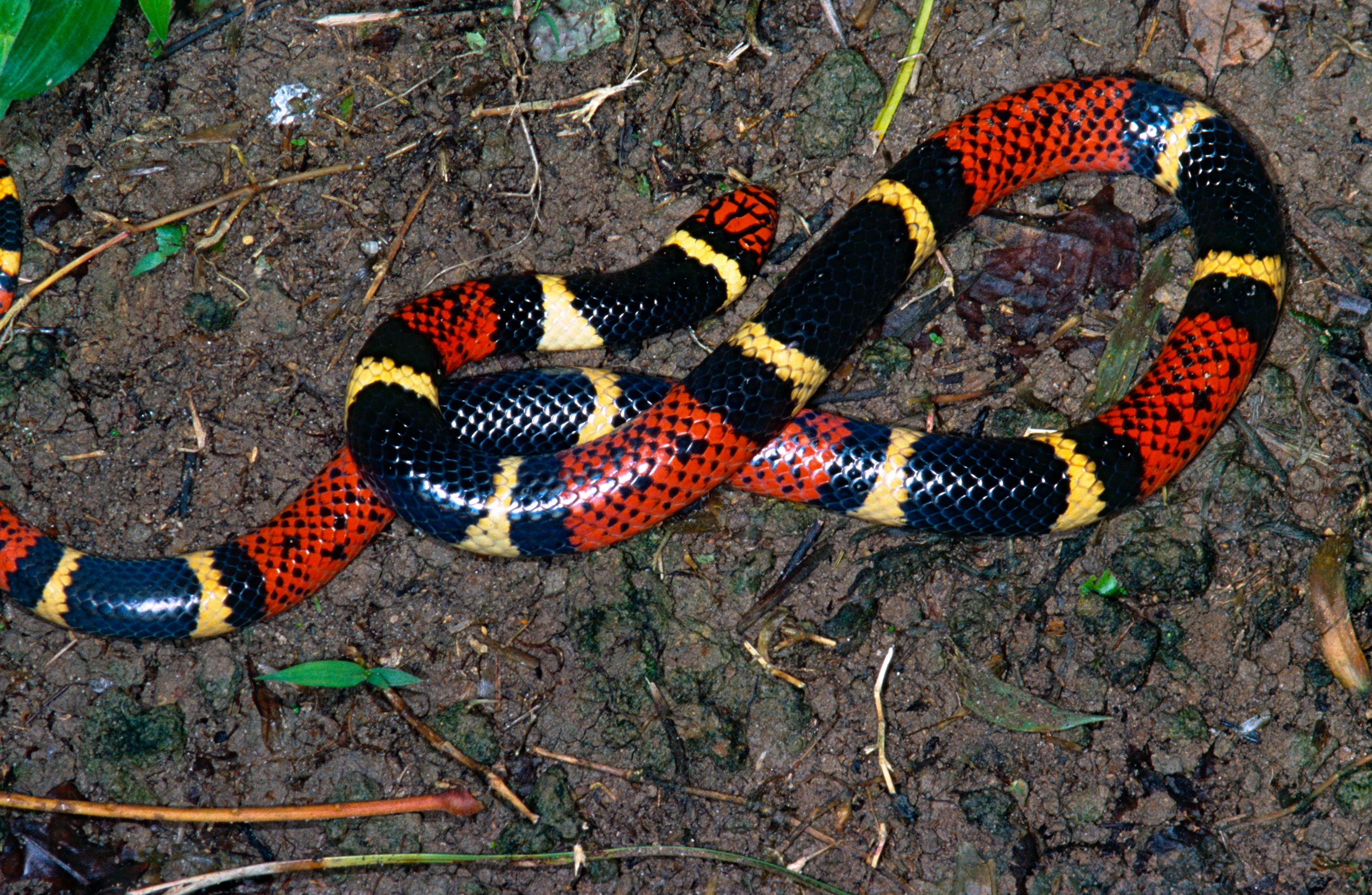
Коралловый аспид
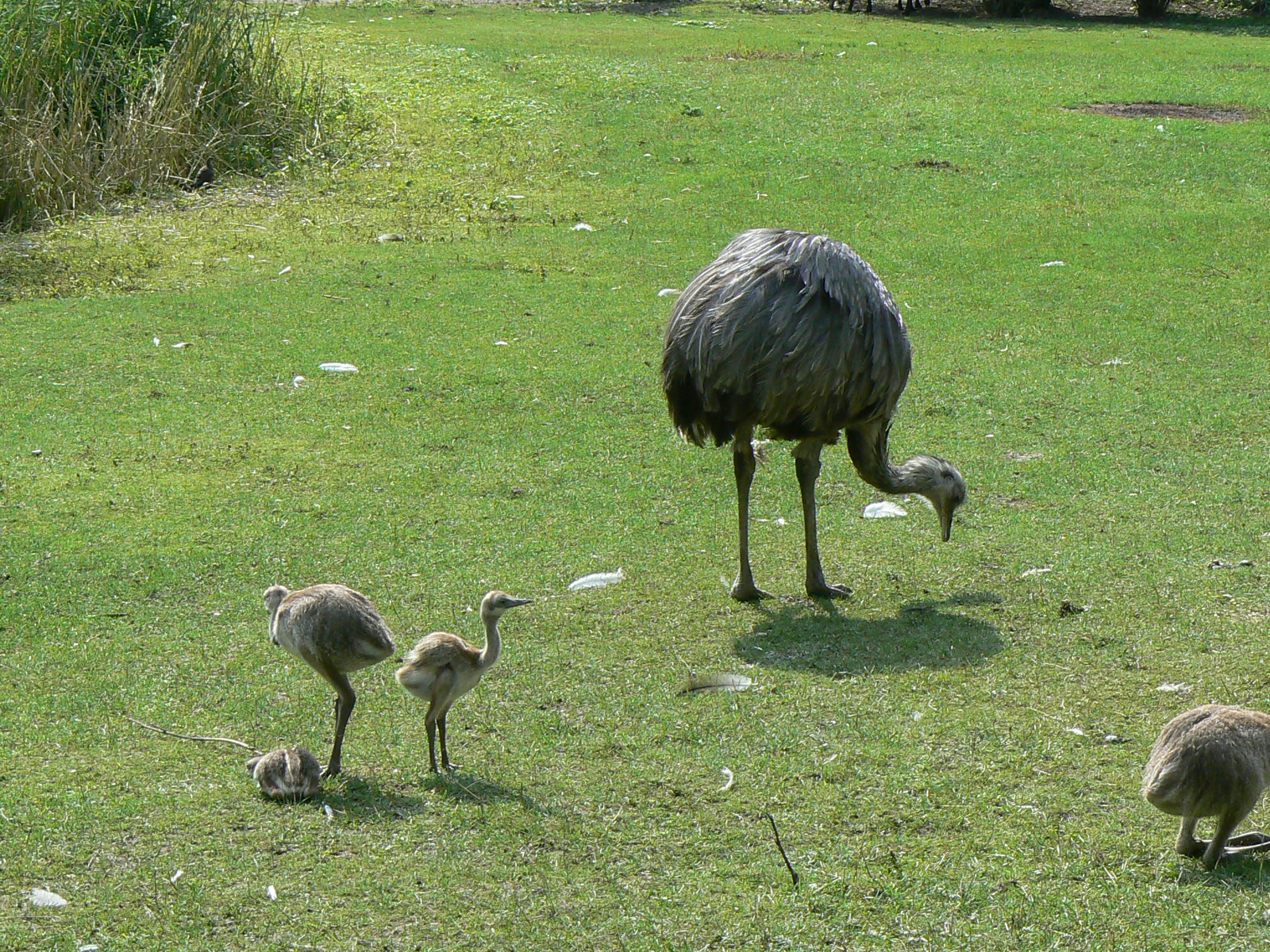
Обыкновенный нанду
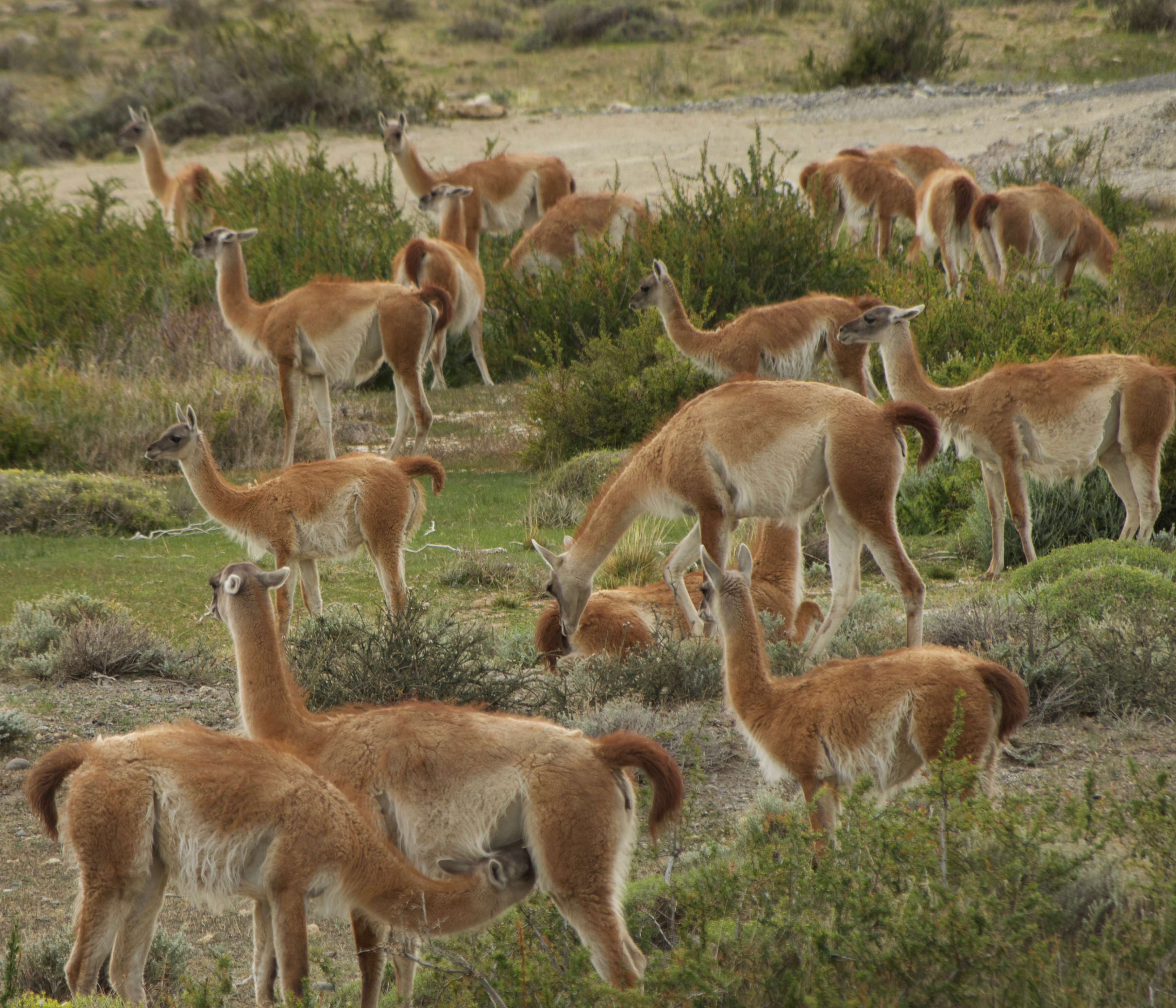
Гуанако
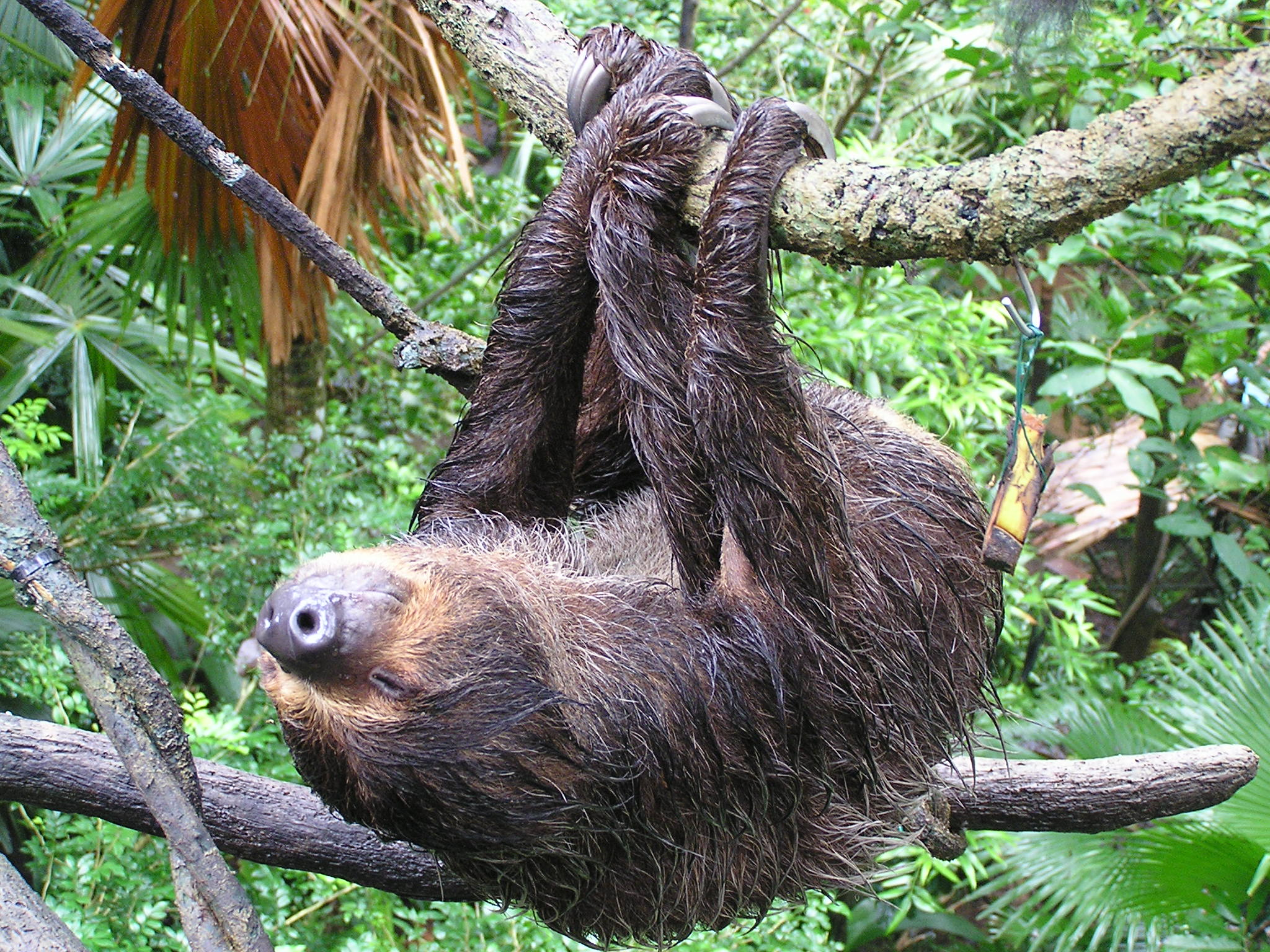
Ленивец Гоффмана

## Внутренние воды
Восточная часть страны принадлежит к бассейну Атлантического океана, западная — к бассейну внутреннего стока. Со склонов Западной Кордильеры стекают короткие бурные реки, впадающие в озёра Поопо и Титикака. Из Титикаки вытекает река Десагуадеро, впадающая в Поопо. В северной части страны текут реки бассейна Амазонки — Бени, Гуапоре, Маморе. В период тропических ливней реки восточной при разливе затапливают большие площади (до 120 000 км2). По запасам гидроэлектроэнергии Боливия занимает 5-е место в Латинской Америке.

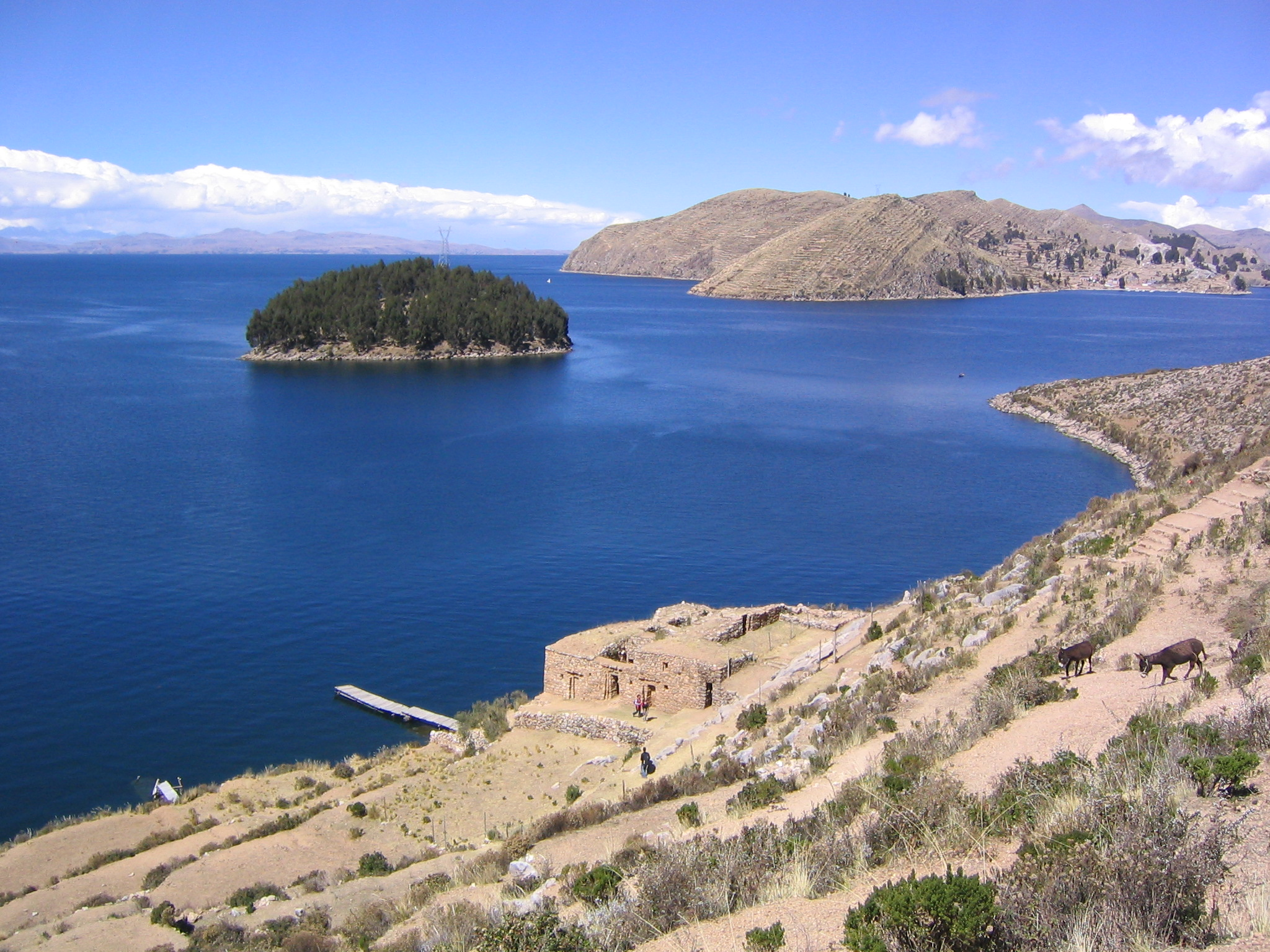
Титикака
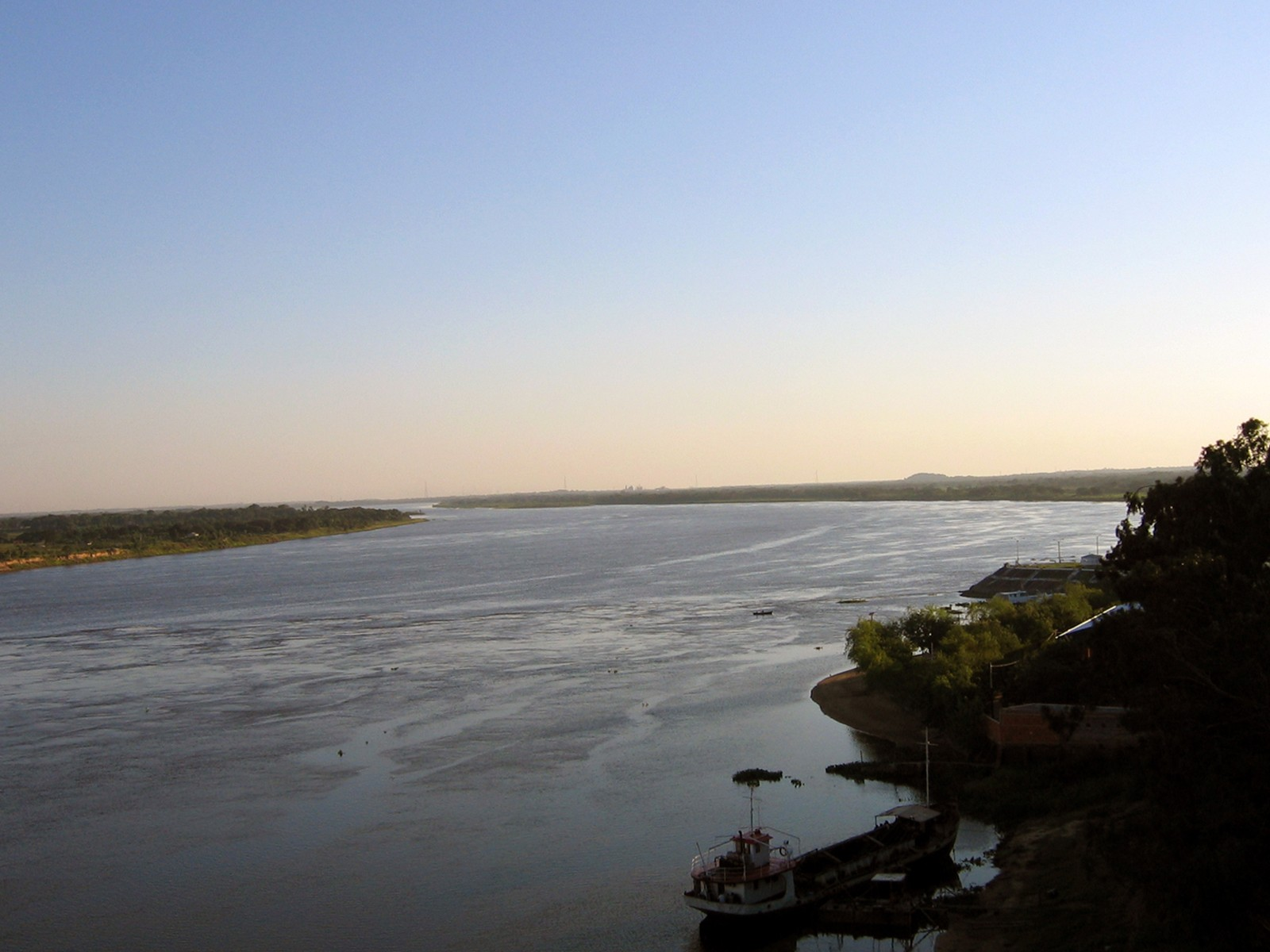
Река Парагвай
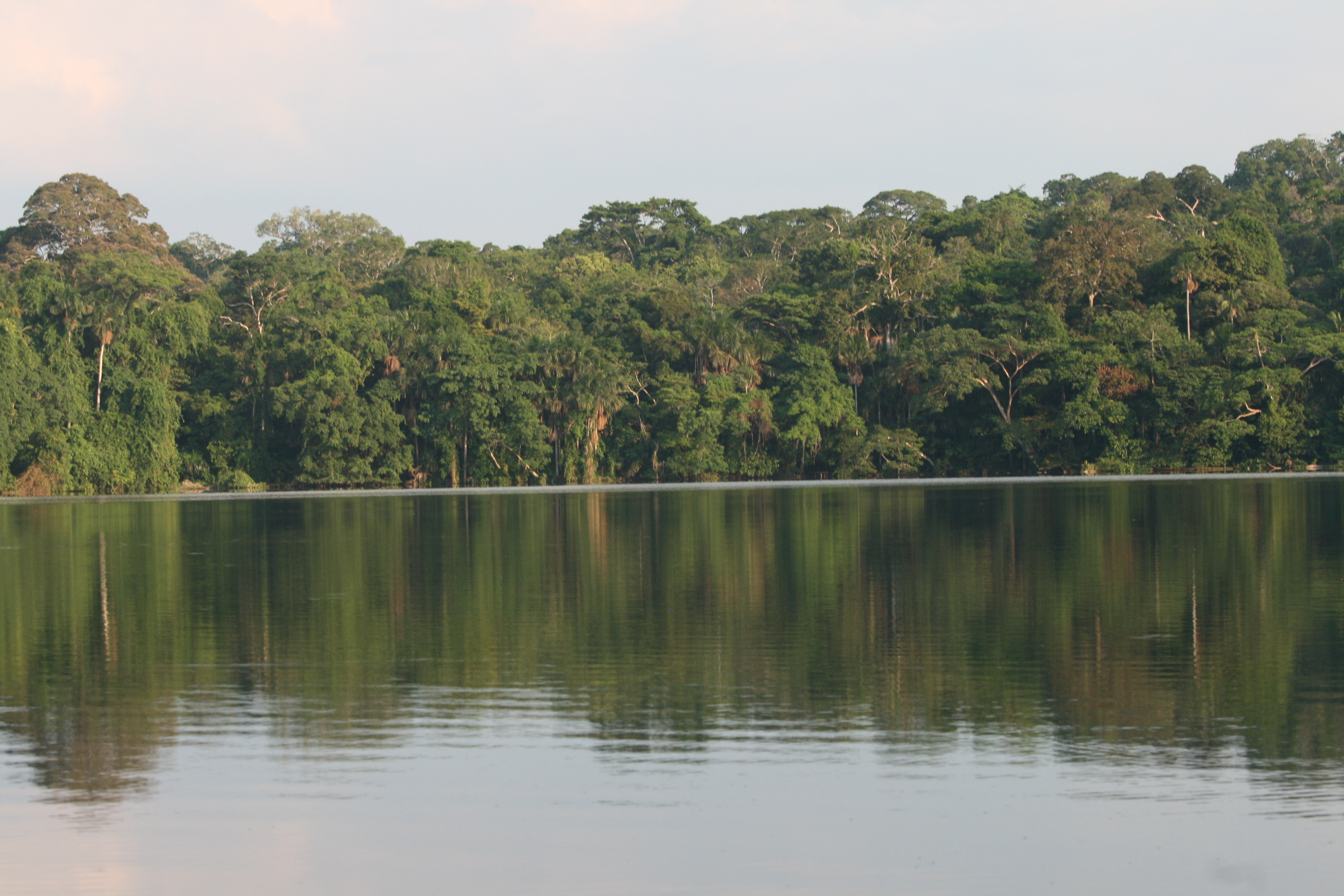
Озеро Чалалан в национальном парке Мадиди
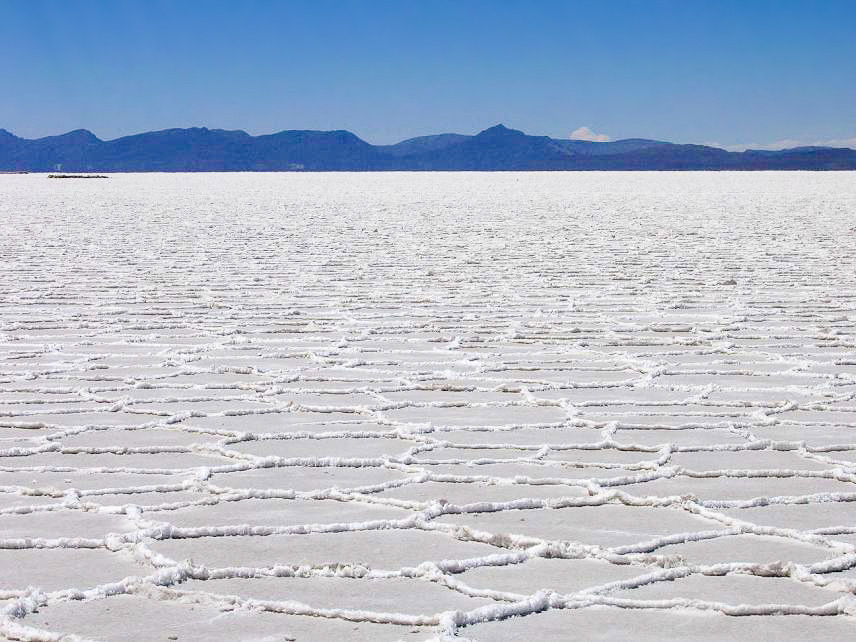
Солончак Уюни

## См.также
- Население Боливии
- Экономика Боливии
- История Боливии